# Bahnhof Berlin-Pankow-Heinersdorf
Der Bahnhof Berlin-Pankow-Heinersdorf ist ein Haltepunkt im Berliner Ortsteil Pankow im gleichnamigen Bezirk. Er war einer der ersten S-Bahnhöfe in Berlin, die von elektrisch betriebenen Zügen angefahren wurden.

## Lage
Der Bahnhof auf der Stettiner Bahn befindet sich im Osten des Ortsteils Pankow. Jenseits der ausgedehnten Anlagen des östlich an den S-Bahnhof angrenzenden früheren Rangierbahnhofs Berlin-Pankow beginnt der Ortsteil Heinersdorf. Das Berliner Stadtzentrum liegt ca. 7 km Luftlinie südwestlich. Die Bundesautobahn 114 in Verlängerung der Prenzlauer Promenade überquert auf einer Brücke die Anlagen der Station. Der Bahnhof Pankow befindet sich rund 2 km südwestlich und der Bahnhof Blankenburg etwa 1,6 km nordöstlich. Die Station liegt im Tarifbereich Berlin B des Verkehrsverbunds Berlin-Brandenburg.
Seit 1920 gehören Pankow und Heinersdorf zu Berlin. Zunächst war Heinersdorf Teil des neuen Bezirks Pankow, ab 1986 gehörte Heinersdorf zum Bezirk Weißensee. Nach der Bezirksreform in Berlin 2001 wurden Weißensee und Pankow zusammen mit Prenzlauer Berg zum Bezirk Pankow zusammengeführt.

## Geschichte
Der Bahnhof an der Stettiner Bahn wurde am 1. Oktober 1893 eröffnet. In den Jahren 1912 bis 1916 entstand ein Empfangsgebäude. Die Station zählt zu den ersten S-Bahnhöfen, die von elektrisch betriebenen Zügen angefahren wurde, was bereits am 8. August 1924 geschah. Die elektrischen Züge fuhren nach Bernau und zum Stettiner Bahnhof, der heute den Namen Nordbahnhof trägt.
Gegen Ende April 1945 fuhr vorerst kein Zug mehr. Am 11. Juni 1945 wurden zunächst Dampfzüge eingesetzt und ab dem 13. August 1945 lösten die S-Bahnen sie wieder ab.
Am 16. März 1973 fuhr eine S-Bahn auf einen im Bahnhof haltenden Zug auf. Ein Mitarbeiter wurde schwer und sechs Fahrgäste leicht verletzt.
Beim Neubau der Straßenbrücke über die Prenzlauer Promenade wurde der Bahnsteig im Jahre 1980 nach Nordosten verlängert. Am 10. März 1983 ging der verlängerte Bahnsteig in Betrieb. Die alte Straßenbrücke (Schwarze Brücke) baute man im Mai 1982 ab. An der Nordseite des Bahnhofs entstand ein weiterer Zugang zum Mittelbahnsteig, der mit dem Zugang zum Bahnbetriebswerk Berlin-Pankow verbunden war. Im Mai 1984 wurde der Dienstraum des Blockwärters, der auch Bahnsteigaufsicht ist, im neu errichteten Treppengebäude eingerichtet.
Das an den Bahnhof angrenzende Bahnbetriebswerk mit Wasserturm und Ringlokschuppen wurde Ende der 1990er Jahre stillgelegt. Anfang 2019 wurde die Eigentümerin zur teilweisen Erhaltung der denkmalgeschützten Gebäude der Anlage verpflichtet.

## Anlagen

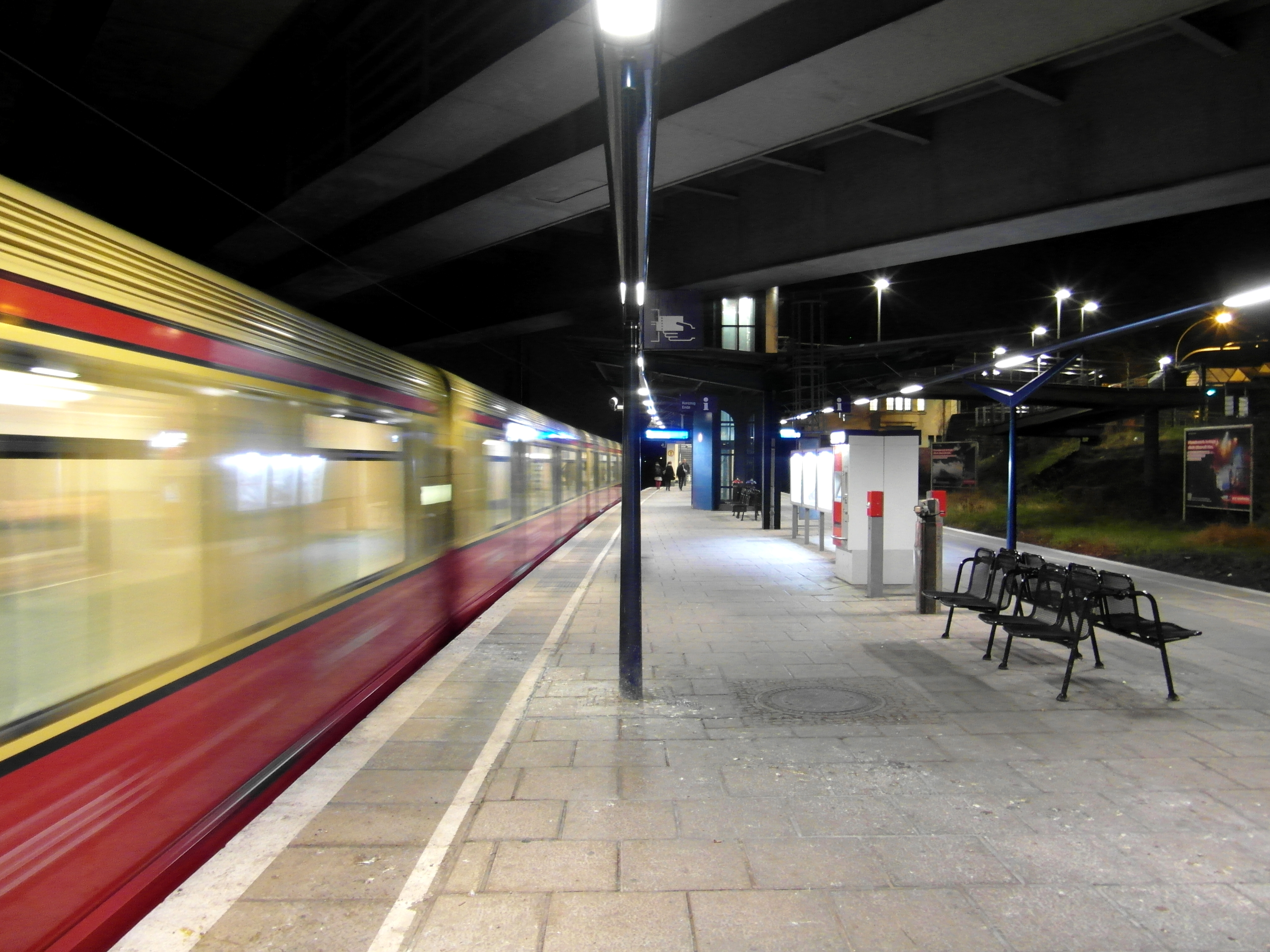
Bahnsteig, 2014

### Bahnsteige
Der Bahnhof besitzt einen Mittelbahnsteig, der durch einen Brückensteg mit dem Empfangsgebäude verbunden ist. Neben den beiden Gleisen, die die S-Bahnen befahren, befinden sich noch zwei weitere Streckengleise der Fernbahn.

### Empfangsgebäude
Das Empfangsgebäude entstand erst 23 Jahre nach der Eröffnung des Bahnhofs, der Entwurf stammt von den Architekten und Eisenbahn-Baubeamten Karl Cornelius und Ernst Schwartz. Das 1912–1916 errichtete Gebäude besitzt drei Geschosse, der Eingang liegt im mittleren und weist einige Merkmale des Neobarocks auf. Im Frühling 1997 wurde das Empfangsgebäude umfangreich restauriert.

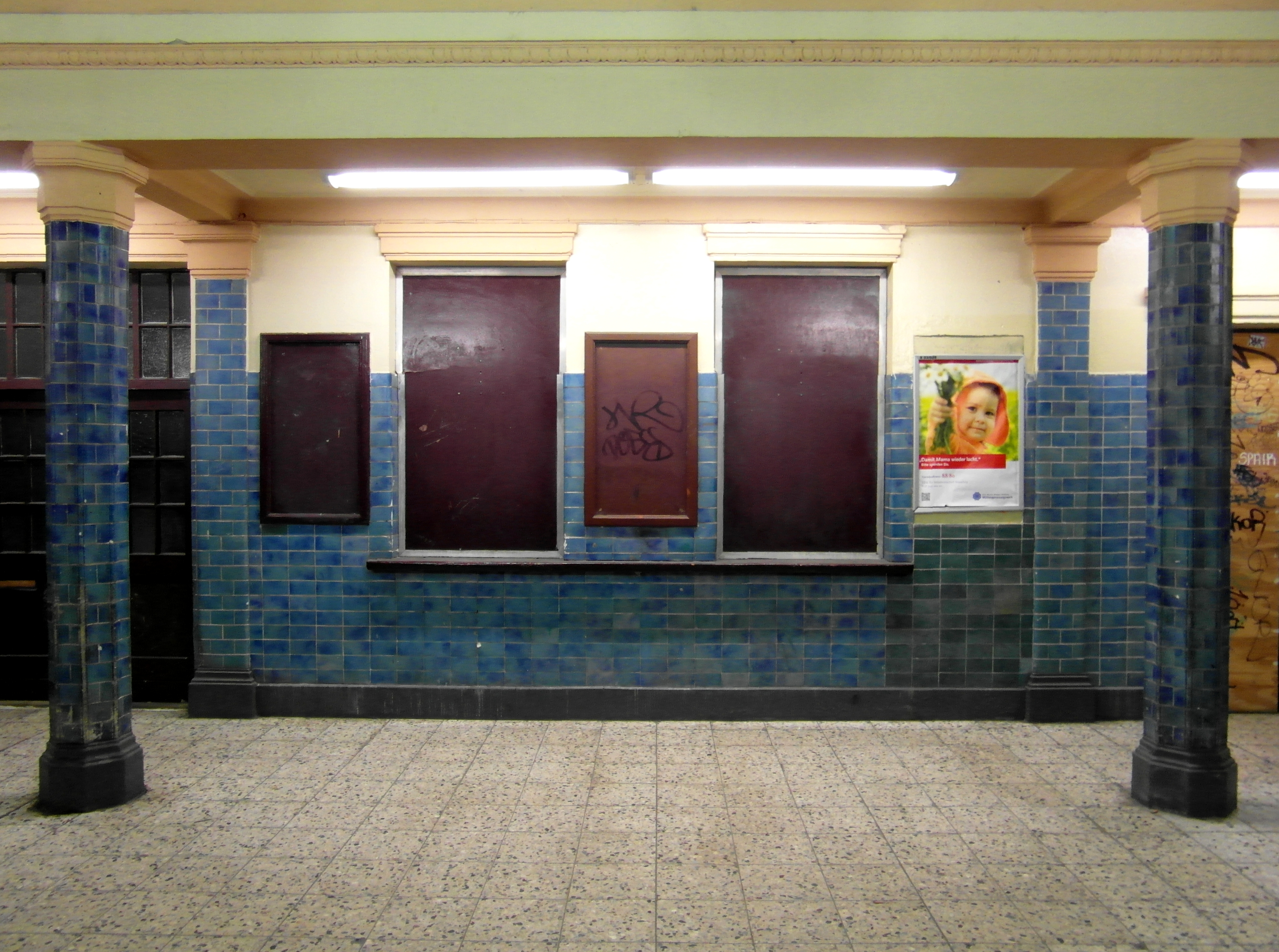
Empfangsgebäude, 2014
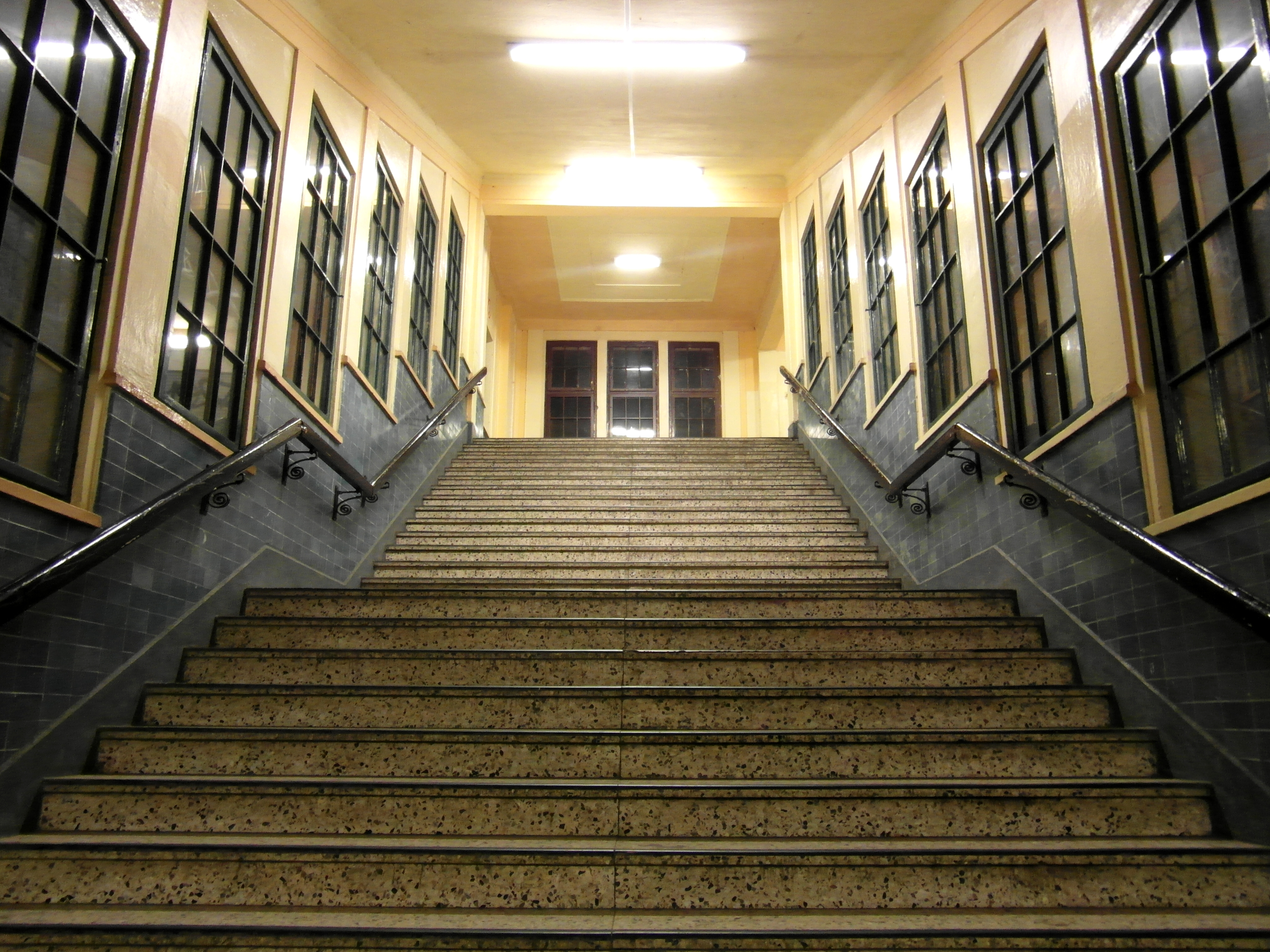
Treppen zum Bahnsteig, 2014
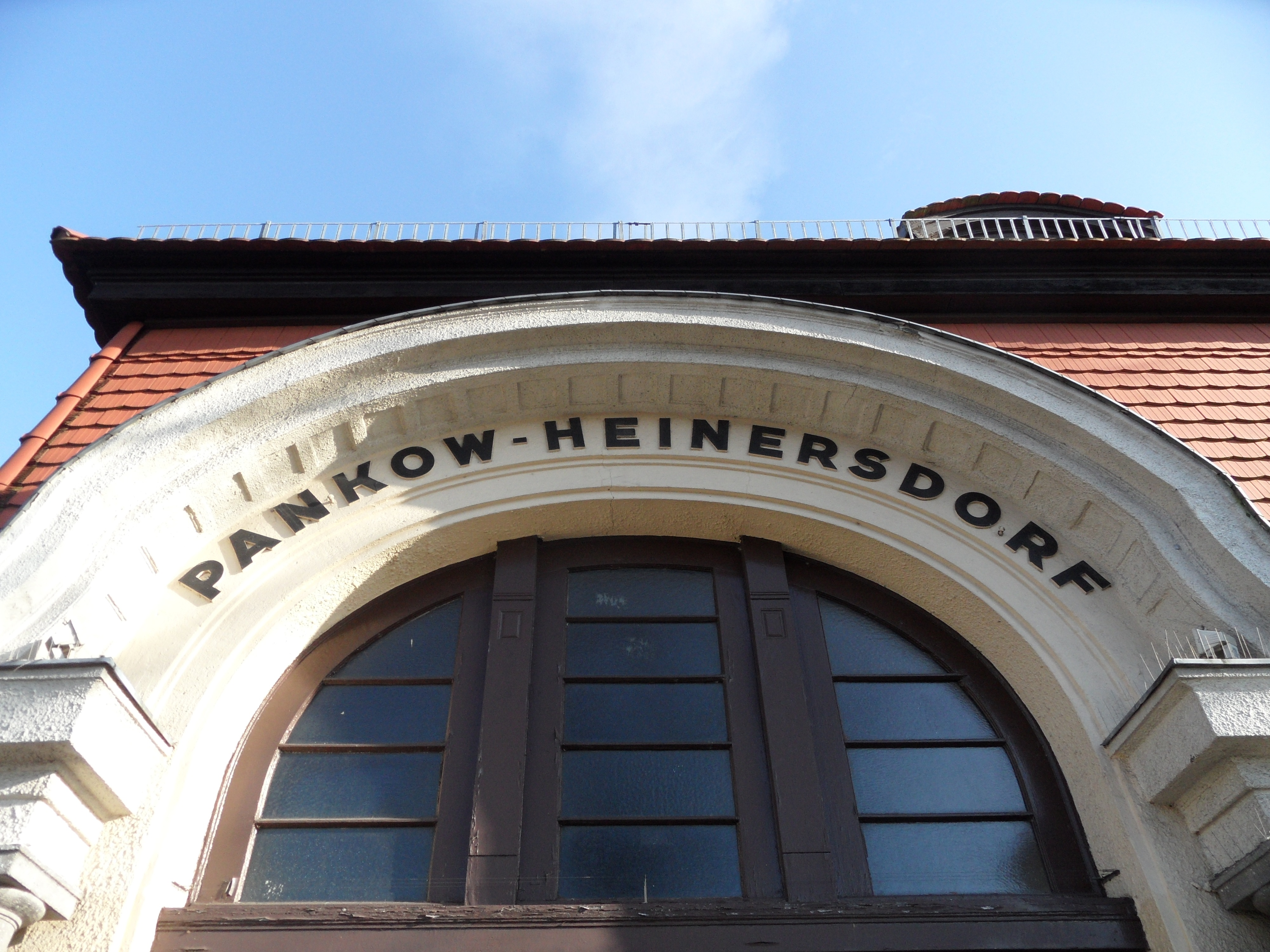
Eingangstor, 2012
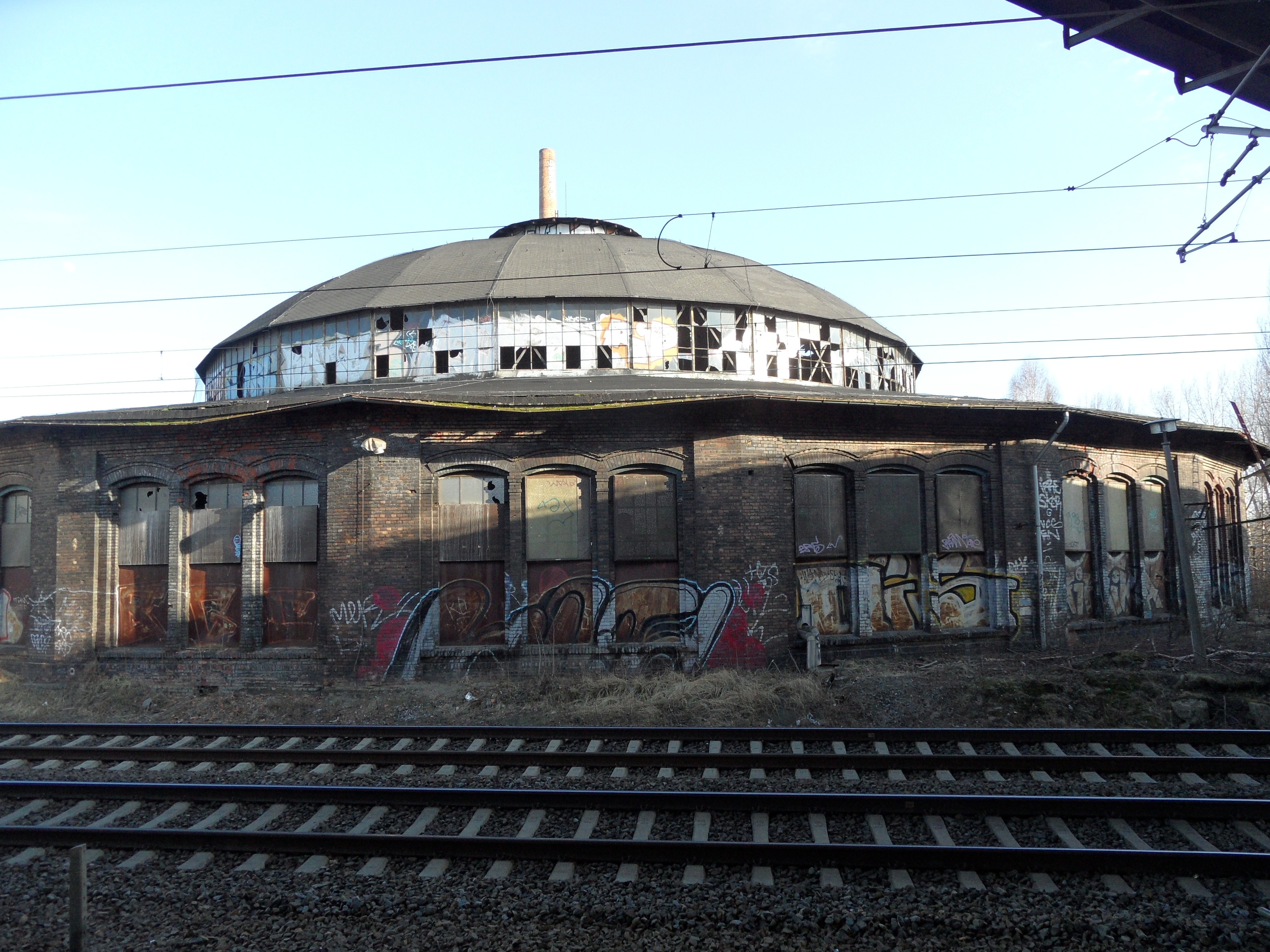
Stillgelegter Rundlokschuppen neben dem Bahnhof

## Anbindung
| Linie | Verlauf | Takt |
| ----- | --- | ---- |
|       | Bernau – Bernau-Friedenstal – Zepernick – Röntgental – Buch – Karow – Blankenburg – Pankow-Heinersdorf – Pankow – Bornholmer Straße – Gesundbrunnen – Humboldthain – Nordbahnhof – Oranienburger Straße – Friedrichstraße – Brandenburger Tor – Potsdamer Platz – Anhalter Bahnhof – Yorckstraße – Südkreuz – Priesterweg – Attilastraße – Marienfelde – Buckower Chaussee – Schichauweg – Lichtenrade – Mahlow – Blankenfelde \|\| 10 min |      |
|       | Blankenburg – Pankow-Heinersdorf – Pankow – Bornholmer Straße – Gesundbrunnen – Humboldthain – Nordbahnhof – Oranienburger Straße – Friedrichstraße – Brandenburger Tor – Potsdamer Platz – Anhalter Bahnhof – Yorckstraße – Südkreuz – Priesterweg – Südende – Lankwitz – Lichterfelde Ost – Osdorfer Straße – Lichterfelde Süd – Teltow Stadt \|\| 20 min                                                                                |      |
|       | Birkenwerder – Hohen Neuendorf – Bergfelde – Schönfließ – Mühlenbeck-Mönchmühle – Blankenburg – Pankow-Heinersdorf – Pankow – Bornholmer Straße – Schönhauser Allee – Prenzlauer Allee – Greifswalder Straße – Landsberger Allee – Storkower Straße – Frankfurter Allee – Ostkreuz – Treptower Park – Plänterwald – Baumschulenweg – Schöneweide – Johannisthal – Adlershof – Grünau (– Eichwalde – Zeuthen – Wildau) \|\| 20 min          |      |

Umsteigemöglichkeiten bestehen zur Straßenbahnlinie 50 und zur Nachtbuslinie N50 der BVG.